# Supersonische schokgolf

De geluidsbron is door de geluidsbarrière gebroken en reist met 1.4 maal de snelheid van het geluid. Omdat het object sneller reist dan de geluidsgolven wordt er een trechtervormig patroon gecreëerd

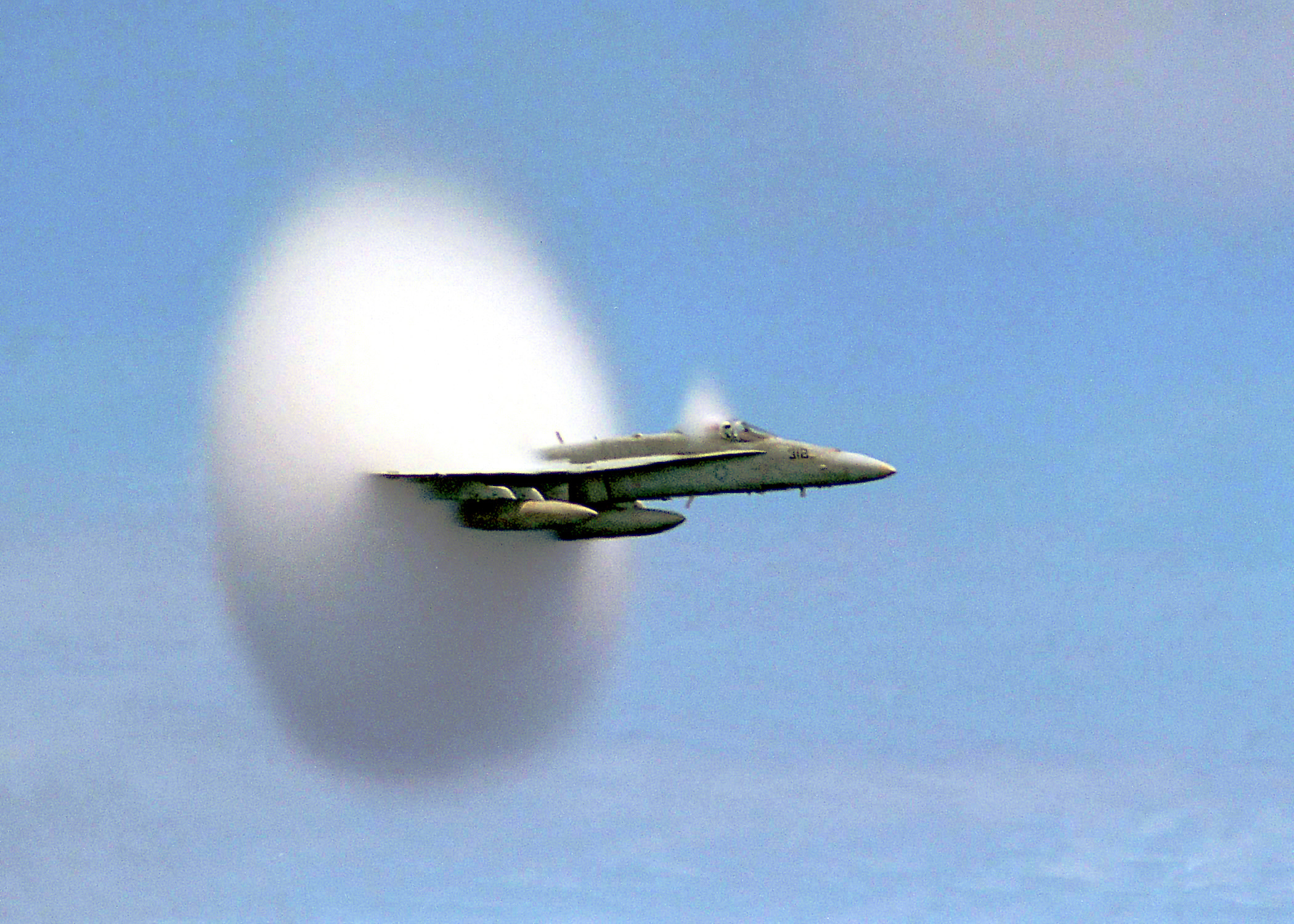
Een F/A-18 Hornet met zichtbare schokgolf door condensatie van waterdamp.

Een supersonische schokgolf (sonic boom, supersonische knal) is een geluidsgolf die hoorbaar is wanneer een object door de geluidsbarrière gaat. De supersonische schokgolf ontstaat vanaf het moment dat een object van subsonisch naar supersonisch gaat. Dit stadium van een object wordt aangeduid als transsonische snelheid. De snelheid wordt weergegeven met de grootheid machgetal.
Een object dat zich door de lucht verplaatst creëert een drukgolf voor en achter zich. Vergelijkbaar met de boeggolf en hekgolf van een schip. De golven die door de lucht gaan verplaatsen zich met de geluidssnelheid. Naarmate de snelheid toeneemt van het object worden de golven bijeen gedrukt, want de golven kunnen elkaar niet passeren. Tijdens de supersonische schokgolf worden de geluidsgolven zo ver bijeen gedrukt dat er een enkele schokgolf ontstaat. De schokgolven ontstaan zowel bij de voorkant als achterkant van een object.
Het is een misvatting dat er maar een enkele schokgolf ontstaat, er ontstaat namelijk een continu tapijt van knallen. Wanneer er supersonisch wordt gevlogen met een vliegtuig zijn deze knallen niet te horen aan boord van het vliegtuig. Net als bij een boot die geen last heeft van de golven die hij produceert.

## Voorbeelden van supersonische knallen
Wanneer een vliegtuig door de geluidsbarrière gaat kan er bij de juiste luchtvochtigheid in het gebied achter de vleugel, waar de druk en temperatuur lager is, een kegelvormige wolk zichtbaar worden door condensatie van in de atmosfeer aanwezige waterdamp. Bij de bouw van een vliegtuig, raket of ruimteveer wordt rekening gehouden met het ontstaan van de supersonische schokgolf. Recent is er een techniek ontwikkeld om de supersonische schokgolf te verminderen.
Mensen kunnen zelf ook een supersonische schokgolf produceren door met een zweep te slaan. De klappen die te horen zijn door bijvoorbeeld met een bullwhip te slaan zijn ontstaan door de wet behoud van impuls.

## Optische equivalent
Wanneer licht door water beweegt kan het zijn fasesnelheid overtreffen omdat het licht elke keer kort in interactie gaat met de watermoleculen. De elektromagnetische straling die dan ontstaat heet ook wel het Tsjerenkov-effect. Dit is het optisch equivalent van supersonisch en bijvoorbeeld goed zichtbaar bij kernreactoren in de vorm van een blauwe gloed.